# Limeuil (gisement)
Pour la commune, voir Limeuil.
 (août 2022).

Limeuil est un site préhistorique du département de la Dordogne, en France. Il a été occupé à la fin du Paléolithique supérieur et a livré près de 300 plaques calcaires gravées.

## Géographie, géologie et description du site

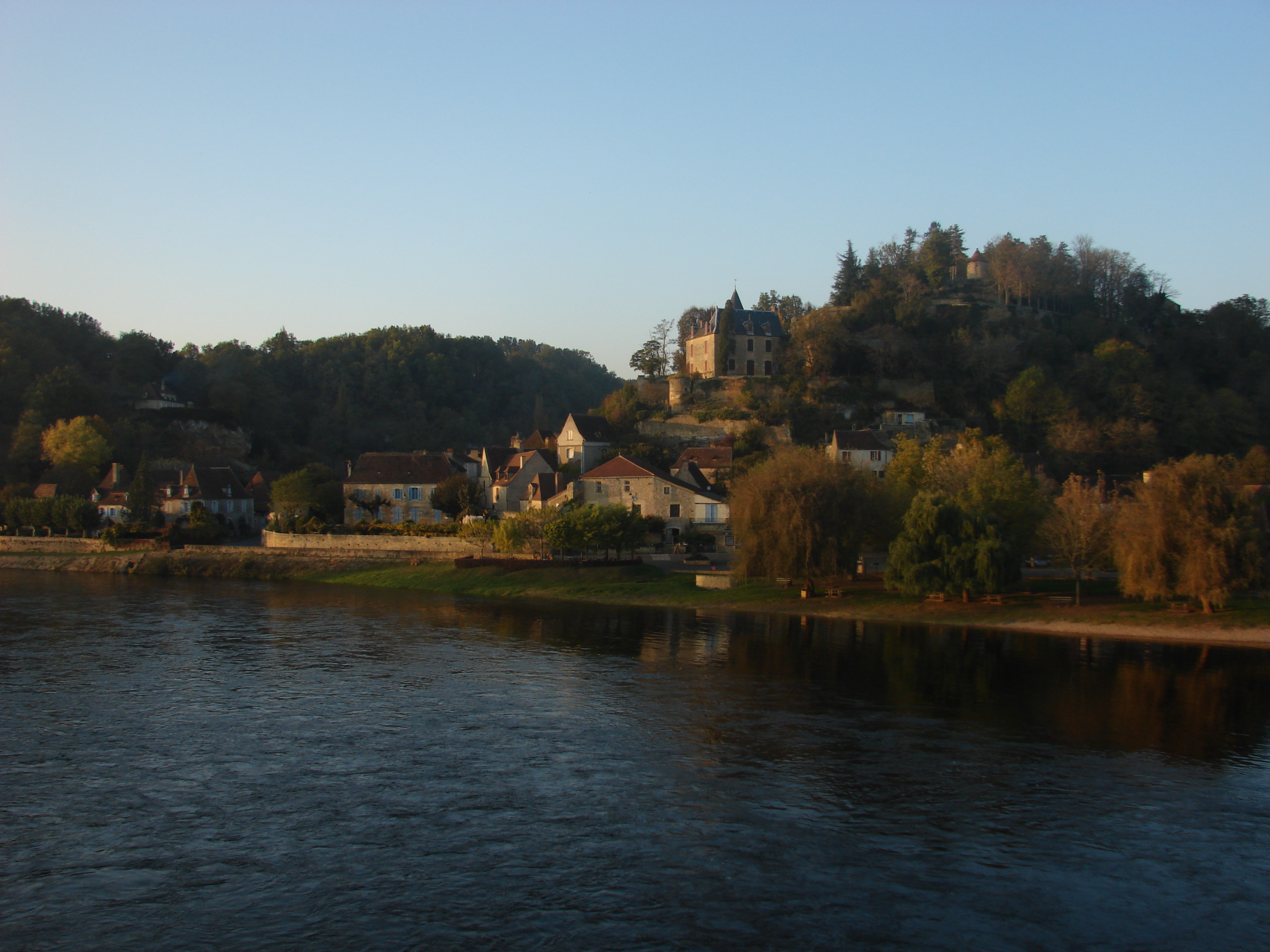
Le bourg de Limeuil.

Le gisement se trouve sur la commune de Limeuil, non loin de la confluence de la Vézère et de la Dordogne. Les chasseurs du Paléolithique récent se sont installés ici sous une petite butte calcaire coniacienne.
Le site archéologique s'étend sur une pente d'environ 30 mètres de longueur, sous deux affleurements de calcaire. L'occupation était donc essentiellement en plein air mais a été scellée par le surplomb rocheux.

## Histoire
La couche archéologique fut fortuitement découverte par le docteur Rivière pendant des travaux dans la cour de la boulangerie de Léo Bélanger. Le ministère de la Culture de l'époque (direction des Beaux-Arts) chargea l'abbé Jean Bouyssonie, enseignant à Cublac, d'entreprendre des fouilles de reconnaissance. Celles-ci, rendues difficiles par la proximité de bâtiments, se déroulèrent entre 1909 et 1913.

## Stratigraphie et datation
La seule couche archéologique rencontrée a été rattachée au Magdalénien VI sur des bases typologiques et stylistiques.
Une datation par le carbone 14 publiée en 1989 a donné un âge de 11 720 ± 120 ans BP pour un bois de renne du gisement.

## Découvertes
Le gisement a livré des vestiges en silex et en os, mais surtout des gravures sur pierre. Les vestiges en silex sont dominés par les burins (avec quelques « burins bec-de perroquet »). L'outillage en os contient surtout des harpons à double rang de barbelures. Des gravures exécutées sur os ou sur bois de renne sont caractéristiques de la période magdalénienne. Les objets d'art incluent un bâton perforé et décoré avec des rennes et des poissons. Des bisons, des chevaux et un renard sont également représentés. Ce dernier est un thème exceptionnellement rare dans l'art paléolithique. Le site est également rendu remarquable par l'une des plus anciennes représentations figuratives de ligne de sol entre les extrémités des membres des animaux.
Les gravures de Limeuil sont d'une qualité comparable aux œuvres d'art de la grotte de Teyjat et affichent le même style naturaliste. Comme à Teyjat, les cerfs et les rennes dominent (50 % des représentations), suivis par les chevaux (environ 30 %), aurochs, bisons et bouquetins.
L'originalité de Limeuil réside dans les 200 gravures sur dalles calcaires de tailles différentes (plaquettes, plaques). Plus d'une centaine furent publiées par Jean Bouyssonie. Du fait de cette accumulation d'œuvres d'art, André Leroi-Gourhan avança l'hypothèse d'un sanctuaire ou d'une « académie »[réf. souhaitée].

## Sources
- Louis Capitan et Jean Bouyssonie, Un atelier d’art préhistorique : Limeuil - Son gisement à gravures sur pierres de l’âge du renne, Libr. Émile Nourry, Paris, Nourry, 1924, 103 p. , planches.
- Brigitte et Gilles Delluc, Alain Roussot et Julia Roussot-Larroque, Connaître la Préhistoire en Périgord, Éditions Sud-Ouest, 1990,  (ISBN 2-87901-048-9).
- Stéphane Madelaine, « Contribution des anciennes fouilles à la connaissance des ongulés et de leurs milieux durant le Würm récent en Dordogne », Paléo no 1, 1989, p. 36-46.
- Gilles Tosello, Pierres gravées du Périgord magdalénien. Art, symboles et territoires, CNRS, Gallia Préhistoire, XXXVIe suppl., Paris, 2003, 577 p. [Lire en ligne sur persee.fr]